# قصر البحر
قصر البحر هي قلعة بناها البرتغاليون في أوائل القرن السادس عشر في مدينة آسفي في المغرب، وصُنفت كمعلم تاريخي بموجب القرار الصادر في 7 نوفمبر 1922 ولكنها لم تفتتح للزوار إلا في نهاية عام 1963.
كان الاسم الأول الذي أطلق على الحصن البرتغالي عند تأسيسه في عام 1516 هو قلعة فيتورا، ثُم تحول الاسم لتُصبح بعد ذلك معروفة باسم قلعة كاستيلو نوفو، والذي يعني "القلعة الجديدة"، ثم تحول اسمها بعد ذلك إلى "القلعة البرتغالية". وفي عهد حكم السعديين للمغرب كانت القلعة تسمى "دار البحر"، وظلت تُعرف بهذا الاسم حتى عام 1919، عندما نُشر مقال في مجلة فرنسا-المغرب للصحافي والكاتب جول بورولي، والذي أطلق عليها في مقاله اسم قصر البحر. كما يشار إليها أحيانًا باسم القصبة السفلى في بعض الكتب والمنشورات التي تتناول تاريخ المدينة.

## التاريخ

### نهاية عهد المرينيين
شهد عام 1465 نهاية عهد المرينيين واختفاءهم من المشهد السياسي في المغرب بعد اغتيال السلطان عبد الحق، وعاشت البلاد بعد ذلك فترة صعبة مع ظهور بعض الهياكل والتجمعات السياسية المستقلة. كما بدأت حملات التوسع الأوروبية محاولات الاستفادة من هذا الضعف. فبدأ التوسع البرتغالي في عام 1415 في عهد سلالة الأبيش يمتد إلى مدينة سبتة في شمال المغرب، ثم استمرت العمليات باتجاه جنوب المغرب مما سمح للاحتلال البرتغالي بالاستيلاء على أكثر المدن الساحلية المطلة على المحيط الأطلسي.شهدت مدينة آسفي خلال هذه الفترة، ونظراً لضعف السلطة المركزية للواتاسيدس سلسلة من الاضطرابات على إثر الصراعات المحتدمة بين القادة المحليين في المنطقة من أجل السيطرة عليها.

### دخول البرتغاليين والسيطرة على المدينة
قرر البرتغاليون استغلال حالة الانقسامات الداخلية هذه لتحقيق أهدافهم الاستعمارية بعدما اتبعوا سياسة التوغل السلمي في محاولة لتجنب الصراعات المسلحة قدر الإمكان، ومن ثم تدخل القادة البرتغاليون عسكريًا في أعقاب الحروب التي اندلعت بين تجمعات المنطقة بحجة تعزيز الأمن المحلي وتهدئة هذه المعارك التي كان لها تأثير سلبي على التنمية التجارية للمدينة.
انجذب البرتغاليون إلى الموقع الاستراتيجي لمدينة آسفي، والازدهار التجاري في أنشطة الحرف التقليدية، مثل صناعة النسيج التي كانت منتشرة على نطاق واسع ونشطة للغاية في المدينة في ذلك الوقت، والتي لاقت رواجًا قويًا للغاية في دول إفريقيا جنوب الصحراء. وبعد الاتفاق المبرم في عام 1488 بين أحمد بن علي قائد آسفي والملك البرتغالي جواو الثاني، استقر العديد من الوسطاء والتجار البرتغاليين في مدينة آسفي لاختراق هذه الأنشطة التجارية، فقاموا ببناء مساكن محصنة لهم.
ظلت هذه القصور على الرغم من ذلك عرضة لهجمات المغاربة الذين أظهروا غضبهم من السياسات التخريبية والاستعمارية للحكام البرتغاليين. وبسبب ضعفها وعدم فعاليتها في مواجهة محاولات المقاومة المغربية التي أحدثت ثغرات فيها لاختراقها، وجد البرتغاليون أنفسهم مضطرين لبناء حصن جديد ومتين على الساحل من أجل التغلب بشكل فعال على أي هجوم مغربي محتمل.

### بناء القلعة
بدأ البرتغاليون في بناء حصنهم العسكري الجديد على ساحل مدينة آسفي في عام 1508، ولم يكتمل البناء حتى عام 1523. تم تشييد المبنى على مساحة 3900 متر مربع في موقع استراتيجي يسمح بمراقبة الطرق الساحلية وأنشطة الموانئ والحركة التجارية في واد الشعب والميناء القديم. اتخذ المبنى شكل حصن عسكري مستطيل به ثلاثة أبراج لكل منها وظيفة محددة، حيث استخدم البرج الأكبر لتخزين الإمدادات والذخيرة، بالإضافة إلى استخدامه كمقر للحاكم العسكري، وتم وضع عدد قليل من الحراس لحراسة الجانبين الجنوبي والشرقي من الحصن. كما احتوى الحصن على العديد من الغرف والممرات ومخازن الحبوب ومستودعات الأسلحة، وكذلك القاعات التي كانت تستخدم لسجن الأسرى والقاعات الكبيرة التي كانت تُعقد فيها الاجتماعات والمؤتمرات والمشاورات العسكرية، كما كانت هناك فتحات في جدرانه العالية تستخدم للمراقبة.
أطلق البرتغاليون على القلعة في البداية اسم كاستلو نوفو، ثُم أطلق عليها الرحالة الفرنسي جول بورولي، والذي زار المنطقة كجزء من أنشطته الاستكشافية قبل الاحتلال الفرنسي للمغرب في القرن العشرين، لاحقًا اسم قلعة البحر، وظل هذا الاسم مُستخدما طيلة فترة الاحتلال هذه، كما استخدم في الوثائق المتعلقة بتصنيف العمارة المغربية. صُنفت قلعة قصر البحر في فبراير عام 1924 كأول موقع أثري للتراث المغربي، ولأهميتها أصدرت السلطات الفرنسية طابعًا بريديًا يحمل صورة القلعة أثناء استعمار المغرب. وفي عام 1937، سقط القوس الغربي من القلعة إلى جانب جزء من القاعات في المحيط بعد أن ضربت عاصفة عنيفة مدينة آسفي. وقامت وزارة الخارجية للفنون الجميلة بإجراء عملية ترميم لمبنى القلعة بدأت منذ عام 1954 واستمرت حتى عام 1963. ومع بداية فترة حكم سلالة السعديين في المغرب في عام 1541، أصبح قصر البحر حصنًا دفاعيًا للمدينة ضد العدوان العسكري الأجنبي. وبعد إجراء أعمال الترميم، افتتحت القلعة للزوار كموقع تاريخي في عام 1963.

### بوادر الانهيار وخطط الاستعادة
بدأ حصن قصر البحر في الانهيار بسبب الظواهر الطبيعية، حيث كان الجرف الذي يدعمه عرضة بشكل دائم للتأثر بالظواهر الجيولوجية والجوية، فغالبًا ما يهز تكسر الأمواج، وخاصة أثناء العواصف الشتوية الشديدة، الصخور التي تشكل قاعدة القلعة، مما يتسبب في انهيار الكتل الصخرية وتكوين الكهوف والفراغات. وواجهت القلعة نتيجة لذلك ثلاث مخاطر هيكلية رئيسية:
- كانت القواعد مهددة بانهيار الجرف.
- كانت هياكل القلعة غالبًا ما تهتز بمرور القطار (كان يمكن حل هذه المشكلة عن طريق نقل ميناء التعدين بالقرب من وحدة مكتب الشريفين للفوسفات)
- كما أن الهياكل الواقعة إلى الغرب والشمال من القلعة تواجه أيضًا خطر الرطوبة مما أدي إلى تدميرها.[12]

وبحسب سعيد الشمسي عالم الآثار ومؤلف كتاب قلعة آسفي الجديدة، فقد ظهر الصدع الأول في قصر البحر في عام 1937 عندما تسبب التوسع في حدوث تصدعات في جرف أموني حيث بنيت القلعة. وخلص مهندسو المحميات وعلماء الآثار الفرنسيون آنذاك إلى أن بناء الرصيف في ميناء آسفي في عام 1930 كان هو السبب الرئيسي لهذه التصدعات، ولا سيما بناء الحواجز الخرسانية المسلحة (السدود) لدعم الميناء وتعزيزها ضد الأمواج، وإنشاء وابط للسفن. وحين ضربت الأمواج المستمرة تلك الجروف بشكل غير متوقع تسببت في تآكلها تدريجياً. وفي سبيل وضع حد لخطر انهيار هذا الصرح التاريخي، بدأت السلطات في عام 2000 بتنفيذ حل يتمثل في ملء الشقوق والتصدعات الحادثة بالخرسانة المسلحة، ومع ذلك فلم يثبت هذا القرار أنه حل فعال لأن المشكلة كانت نابعة بالفعل من الصخرة التي بنيت عليها القلعة، وليس من المبنى نفسه. وبدءًا من عام 1937 وحتى عام 2017، أي على مدار ما يقرب من 80 عامًا، كانت هناك عدة حركات لزعزعة الاستقرار في قلعة قصر البحر، مما أدى في الفترة ما بين عامي 2001 و2004 إلى انهيار الجدار الذي يقع على الجانب الغربي من القلعة الذي كان محميًّا بعدة مدافع.
كانت قلعة قصر البحر، والتي قاومت تأثير الرياح والعواصف والظواهر الطبيعية المختلفة لمدة خمسة قرون، دائمًا تحت خطر الانهيار تحت وطأة موجات البحر القوية، والتي أدت على مدار تاريخها إلى انهيار جزء من برجها الجنوبي الغربي بالفعل، واضطرت السلطات المحلية في عام 2010 إلى إغلاق الموقع أمام الزوار.
قدمت وزارة الثقافة والاتصال المغربية قائمة من المشاريع المبرمجة في إطار صون التراث الثقافي في عام 2020، والتي كان من ضمنها مشروع ترميم قلعة قصر البحر بشكل خاص. وفي مواجهة التأثير الخطير لتآكل المحيط الذي أصبح يُشكل تهديدًا لا مفر منه لقلعة قصر البحر، تعاونت جمعية حوض آسفي مع المجلس الإقليمي لمراكش آسفي ومجلس المدينة وجامعة إيفورا البرتغالية في فبراير عام 2018 في تنظيم عدد من الاجتماعات المخصصة لدراسة الخيارات والسيناريوهات الممكنة لحماية هذا الأثر. وفي فبراير 2021، وافق المجلس البلدي لمدينة آسفي على اتفاقية تدعيم وترميم وتحديث وتحويل الواجهة البحرية لقلعة قصر البحر إلى مركز تراث بحري وطني. خصصت لهذا المشروع الذي يهدف إلى إبراز تلك التحفة المعمارية المتمثلة في قلعة قصر البحر، ميزانية قدرها 134 مليون درهم مغربي، كان منها 104 ملايين درهم لتمويل الأبحاث والدراسات والعمل على تحصين الجرف الأموني، ونحو 3 ملايين درهم للأبحاث والدراسات وعمليات الترميم والإصلاحات لتطوير قصر البحر. تم توفير التمويل لهذا المشروع من شركاء مختلفين، حيث قدمت وزارة الداخلية المغربية على سبيل المثال هبة قدرها 30 مليون درهم مغربي للمشروع، بينما بلغت الميزانية التي خصصتها وزارة التجهيز المغربية للمشروع حوالي 80 مليون درهم مغربي، كما شاركت في تمويل المشروع أيضًا وزارة الثقافة المغربية بنحو 10 مليون درهم مغربي، وشارك والمجلس الإقليمي بمبلغ 10 مليون درهم مغربي، وشاركت بلدية مدينة آسفي في تمويل المشروع بمبلغ 4 ملايين درهم مغربي. وتولت وزارة التجهيز بحسب اتفاقية المشروع، إجراء الدراسات وأعمال التحصين وحماية الواجهة البحرية لقصر البحر، بينما تولت وزارة الثقافة المغربية إجراء الدراسات والأشغال، وأعمال ترميم هذا الموقع التاريخي وتحويله إلى مركز تراث بحري وطني.

## البناء والتصميم المعماري
تشغل قلعة قصر البحر مساحة تبلغ 2300 متر مربع، وهي مبنية على جرف أموني في موقع أمامي بالنسبة لبقية الجرف. يُشكل مبنى القلعة مبنى حجري ضخم أساسه ضحل للغاية، ويرتكز على ما يسمى بالحجر الرملي المصنوع من الكثبان الرملية. لم تكن المباني الموجودة على الجانب الجنوبي من القلعة امتدادًا لتأسيس القلعة، ولكنها بنيت أثناء عمليات تجديد ناجحة للقلعة بعد سنوات قليلة من بنائها. يحتوي حصن القلعة على ثلاثة أبراج، أكبرها هو برج مستطيل الشكل، ويوجد أيضًا سقف للتحكم.. كانت القلعة مقرًا لإقامة قائد الفيلق البرتغالي في مدينة آسفي في القرن السادس عشر.
يتكون مبنى قلعة قصر البحر من الداخل من برج مرتفع مربع، وخلايا، وفناء كبير، وكازمات ومنحدر، وتحيط بالمبنى بأكمله جدران قوية مبنية بالكامل من الأنقاض، بارتفاع يتراوح من 10 إلى 12 مترًا وبسمك 3 أمتار. ويتميز قصر البحر ببواباته العملاقة مع وجود فناء داخلي كبير وأسوار حجرية ضخمة. كما يحتوي على مواقع للبنادق والمدافع النحاسية التي كانت تُستخدم في الماضي للدفاع عن مدينة آسفي ضد هجمات الجيوش والقراصنة. وتشهد أبراج القلعة العالية على تقدم العمارة البرتغالية في ذلك الوقت. حدد الدراسات الأثرية الذي أجريت حول الحصن في عام 1963 أسلوب بناء القلعة المعماري بأنه توافق مع نمط العمارة المعروف باسم عمارة مانويل، والذي ارتبط بملك البرتغال مانويل الأول (1469-1521). تم تخطيط تصميم قصر البحر من قبل مهندس معماري برتغالي مشهور بأعماله للعائلة المالكة، ويدعى بويتاك. وقد عُثر على نقش بالحرف الأول من اسم هذا المهندس على أحد طوابق البرج الذي يقع في مدخل القلعة.

## الموقف
يقع مبنى قلعة قصر البحر ابالقرب من مبنى آخر يُعرف باسم قلعة دار سلطان (القصبة العليا)، وهي قلعة ذات أربعة أبراج بنيت في عصر دولة الموحدين وكانت لها وظيفة عسكرية دفاعية، قبل أن يستولي عليها الاحتلال البرتغالي لتصبح ثكنة ببرجين فقط بدلاً من أربعة أبراج.

## السياحة
كانت قلعة قصر البحر بمثابة حصن منيع يمثل منذ بنائه المناظر الطبيعية الساحلية لمدينة آسفي وجميع أنحاء البلاد، وبالتالي فهو يُعد معلم سياحي يجب أن يزوره كل زائر للمدينة. يتيح لك قصر البحر الاستمتاع بإطلالة رائعة على البحر، ويُمكن الوصول إلى موقع القلعة من خلال المرور عبر ممر تحت الأرض. غالبًا ما يتخلل الهواء النقي هذا المكان من خلال الأمواج التي تضرب الجدار العالي للقلعة والتي تحدث في النفس أثرًا جميلًا. ويُمكنك أيضًا الاستمتاع بإطلالة جميلة من القلعة على مدينة آسفي بأكملها. كانت اللوحة التي تمثل الصورة الظلية المرعبة لمياه المحيط الأطلسي وهي تضرب جدران القلعة بمثابة واحدة من اللوحات العديدة التي يمكن الاستمتاع بها في مدينة آسفي. كانت هذه القلعة تقف بمثابة حارس على ساحل المدينة منذ خمسة قرون، ولا تزال أبراجها الطويلة المسننة توفر إطلالات خلابة على المنطقة المحيطة بها، وهي فرصة لمراقبة شاطئ البحر والحياة الصاخبة والحيوية لهذه العاصمة الإقليمية.

## مواقع ذات صلة بمدينة آسفي

### دار السلطان
يعود تاريخ تشييد قلعة دار السلطان، والتي تقع في مدينة آسفي في المغرب، إلى القرون الوسطى، فبعد أن بناها الموحدون ما بين القرنين الثاني عشر والثالث عشر، احتلها البرتغاليون في الفترة ما بين عامي 1508 و1541. قام البرتغاليون بعد ذلك بتجهيز القلعة بالعديد من المدافع الهولندية والإسبانية أثناء محاولات السعديين لاستعادتها. وفي القرن الثامن عشر، وبالتحديد في عام 1762، أصبحت القلعة مقرًا لإقامة الأمير العلوي مولاي هشام. عملت القلعة خلال فترة الحماية الفرنسية على المغرب كمكتب مراقبة مدنية نيابة عن المكتب العربي. صنفت القلعة باعتبارها أثر تاريخي وتضم حاليًا المتحف الوطني المغربي للسيراميك إلى جانب معرض دائم. ضمت قلعة دار السلطان المتحف الوطني للسيراميك منذ عام 1991، قبل أن تقرر مؤسسة المتاحف الوطنية المغربية نقل المتحف في عام 2014 إلى موقع آخر.

### الكاتدرائية البرتغالية
شيد الاحتلال البرتغالي مبنى هذه الكاتدرائية في عام 1519 على الطراز المعماري الإيمانولين في قلب المدينة القديمة في نفس مكان مسجد الموحدين القديم. يقع المبنى بالضبط في درب الكاوس حيث ترك الملك عمانوئيل مدينة آسفي في عام 1541 وأمر بتدميرها، ومع ذلك، تم الحفاظ على كنيسة صغيرة وجوقة.

### تل الخزاف
تقع منطقة تل الخزاف في شمال مدينة آسفي وتحديداً في المدينة القديمة بين جدارين تاريخيين بُني أحدهما في عصر دولة الموحدين في القرن الثالث عشر الميلادي، بينما بني والآخر على يد البرتغاليين في أوائل القرن السادس عشر. كان تصميم هذا التل يشبه خلية النحل، وسمح الموقع لهذه الصناعة بالاستمرار لسنوات عديدة من خلال الجمع بين عدة ورش مخصصة للفخار في نفس المكان، إذ كانت المنطقة تجمع ما يزيد عن 500 من الخزافين والحرفيين الموزعين على أكثر من 40 ورشة عمل، والتي كانت ورشا مجهزة بحوالي 50 فرنًا تقليديًا ونحو 28 فرنًا غازيًا. قدمت منطقة تل الخزاف تسلسلاً جميلاً شارك فيه الحرفيين في سلسلة محاولات متكررة حقيقية لمعالجة ونمذجة الأرض من خلال الإيماءات المتزامنة بمرونة ودقة.

### قصبة بن حميدوش
تقع قصبة بن حميدوش على بعد 76 كيلومتر جنوب مدينة آسفي، وهي قلعة كبيرة وعالية تم بناؤها في عهد السلطان مولاي إسماعيل في الفترة ما بين عامي (1672-1727). كانت الأضلاع الأربعة للقصبة لها نفس الطول 150 مترًا، وفي داخل مبانى القلعة، كان هناك مسجد والعديد من المباني ذات الوظائف المختلفة بالإضافة إلى حاوية أخرى محاطة بخندق مائي واسع.